# Hontoria de Valdearados
Hontoria de Valdearados es un municipio y localidad española de la provincia de Burgos, en la comunidad autónoma de Castilla y León. Forma parte de la comarca de La Ribera y del partido judicial de Aranda.

## Toponimia
El nombre de Hontoria es una adaptación de las palabras latinas fons y aurea (fuente de oro). El apellido Valdearados (valle de los arados) proviene de la época de la Reconquista y posterior repoblación.

## Geografía
Ubicación
La localidad está situada a una altitud de 860 m s. n. m.
| Noroeste: Baños de Valdearados | Norte: Caleruega                 | Noreste: Coruña del Conde   |
| Oeste: Baños de Valdearados    |                                  | Este: Arandilla             |
| Suroeste: Quemada              | Sur: San Juan del Monte y Zazuar | Sureste: Peñaranda de Duero |

### Clima
Según los datos de la tabla a continuación y de acuerdo a la clasificación climática de Köppen modificada, Hontoria de Valdearados tiene un clima mediterráneo de tipo Csb (templado con verano seco y templado).
| Parámetros climáticos promedio de Hontoria de Valdearados en el periodo 1965-2003 | Parámetros climáticos promedio de Hontoria de Valdearados en el periodo 1965-2003 | Parámetros climáticos promedio de Hontoria de Valdearados en el periodo 1965-2003 | Parámetros climáticos promedio de Hontoria de Valdearados en el periodo 1965-2003 | Parámetros climáticos promedio de Hontoria de Valdearados en el periodo 1965-2003 | Parámetros climáticos promedio de Hontoria de Valdearados en el periodo 1965-2003 | Parámetros climáticos promedio de Hontoria de Valdearados en el periodo 1965-2003 | Parámetros climáticos promedio de Hontoria de Valdearados en el periodo 1965-2003 | Parámetros climáticos promedio de Hontoria de Valdearados en el periodo 1965-2003 | Parámetros climáticos promedio de Hontoria de Valdearados en el periodo 1965-2003 | Parámetros climáticos promedio de Hontoria de Valdearados en el periodo 1965-2003 | Parámetros climáticos promedio de Hontoria de Valdearados en el periodo 1965-2003 | Parámetros climáticos promedio de Hontoria de Valdearados en el periodo 1965-2003 | Parámetros climáticos promedio de Hontoria de Valdearados en el periodo 1965-2003 |
| Mes | Ene.                                                                              | Feb.                                                                              | Mar.                                                                              | Abr.                                                                              | May.                                                                              | Jun.                                                                              | Jul.                                                                              | Ago.                                                                              | Sep.                                                                              | Oct.                                                                              | Nov.                                                                              | Dic.                                                                              | Anual                                                                             |
| --- | --------------------------------------------------------------------------------- | --------------------------------------------------------------------------------- | --------------------------------------------------------------------------------- | --------------------------------------------------------------------------------- | --------------------------------------------------------------------------------- | --------------------------------------------------------------------------------- | --------------------------------------------------------------------------------- | --------------------------------------------------------------------------------- | --------------------------------------------------------------------------------- | --------------------------------------------------------------------------------- | --------------------------------------------------------------------------------- | --------------------------------------------------------------------------------- | --------------------------------------------------------------------------------- |
| Temp. media (°C) | 3.4                                                                               | 4.5                                                                               | 6.9                                                                               | 8.4                                                                               | 12.3                                                                              | 16.8                                                                              | 20.2                                                                              | 19.9                                                                              | 16.4                                                                              | 11.6                                                                              | 6.7                                                                               | 4.1                                                                               | 10.9                                                                              |
| Precipitación total (mm) | 56.4                                                                              | 43.9                                                                              | 33.6                                                                              | 52.6                                                                              | 61.1                                                                              | 44.2                                                                              | 19.8                                                                              | 20.5                                                                              | 32.0                                                                              | 55.1                                                                              | 57.8                                                                              | 53.5                                                                              | 530.6                                                                             |
| Fuente: Ministerio de Agricultura, Alimentación y Medio Ambiente. Datos de precipitación para el periodo 1965-2003 y de temperatura para el periodo 1967-2003 en Hontoria de Valdearados 7 de noviembre de 2012 |                                                                                   |                                                                                   |                                                                                   |                                                                                   |                                                                                   |                                                                                   |                                                                                   |                                                                                   |                                                                                   |                                                                                   |                                                                                   |                                                                                   |                                                                                   |

Climograma:
Hidrografía
El Aranzuelo es el río que pasa por Hontoria de Valdearados.

## Historia
El gran territorio comprendido entre los ríos Arlanza y Duero fue recuperado por el Reino de Castilla a partir del año 912 cuando se colocaron los extremos defensivos contra los invasores en Osma, San Esteban de Gormaz, Roa y Haza.
Gentes venidas del norte de la Península (de Galicia a Francia y de la Castilla más vieja) repoblaron este territorio abandonado durante doscientos años. En este momento se organizaron la mayoría de los pueblos hoy existentes situados en la zona. De esta forma, grupos de familias se organizaron en pequeños concejos y ocuparon las tierras erigiéndose como hombres libres y convirtiéndose en propietarios de su aldea.
En el siglo X, personajes históricos como Abderramán III o Almanzor, llegaron con sus campañas destructivos en el sector del Duero. Sin embargo, los nietos e hijos de los repobladores lograron resistir y evitar la invasión del lugar. La primera constancia del nombre de Hontoria se tiene en el monasterio de San Juan de la Peña, Aragón, en un pergamino del 7 de julio de 1029.
Durante el gobierno de Sancho III, Hontoria tenía el derecho de la Benefactoría, es decir, podía elegir y destituir a un protector defensor del vecindario a cambio de una contribución. Don Ramiro Flórez se convirtió en Benefactor.
Sobre el año 1048, se ha encontrado otra mención a Hontoria en el testamento del rey Fernando I, donde cita el monasterio de San Isidoro de Hontoria dedicado a San Isidoro de Sevilla. Sin embargo, en la actualidad no quedan restos del mismo.
Al este de Hontoria surgió el pueblo de Quintanilla de Ricuerda cuyo coto dependía de la jurisdicción eclesiástica de Arauzo de Torre y civil de la villa de Hontoria de Valdearados.
En la Edad Moderna, en los censos del siglo XVI, Hontoria de Valdearados aparece como Villa exenta de jurisdicciones señoriales. En el siglo XVIII, sin embargo, encontramos a Hontoria dentro del señorío de los Condes de Miranda y Duques de Peñaranda. Del siglo XVIII tenemos un profundo conocimiento debido al famoso catastro del Marqués de Ensenada que se celebró en Hontoria en 1752 y donde se detalla perfectamente todo lo relativo y perteneciente al municipio en aquel momento.
A principios del siglo XIX, Napoleón y su ejército llegaron a Hontoria donde tuvieron lugar importantes combates y escaramuzas culminados con éxito por el célebre guerrillero: el Cura Merino. Aún en la actualidad, los hontorianos corean un himno en recuerdo a las batallas que allí se celebraron: “La Virgen de la Serna es milagrosa, que mató a los franceses en la Pinosa. La Virgen de la Serna hizo un milagro, que mató a los franceses en Valdecuadro”.
El término la Pinosa es así porque es una pinada de la que sobresale un peño, que llaman el peñuco, y que resulta un buen observatorio para ver el campo de batalla.
En la emboscada de Valdecuadro, el Cura Merino derrotó a las tropas de Napoleón que venían desde Aranda de Duero. El resultado fueron 63 muertos, 97 heridos y más de 500 prisioneros franceses.
Actualmente, se realiza una recreación de esta batalla cada año o cada dos años por parte de algunos vecinos del pueblo y de asociaciones relacionadas con la Guerra de la Independencia.

## Demografía
Hontoria de Valdearados cuenta con una población de 168 habitantes (INE 2024).
| Gráfica de evolución demográfica de Hontoria de Valdearados entre 1842 y 2021 |
| |
| Población de derecho según los censos de población del INE. Población de hecho según los censos de población del INE.En estos censos se denominaba Ontoria de Valdearados: 1877 y 1887. |

## Símbolos
El escudo heráldico y la bandera que representan al municipio fueron aprobados oficialmente el 14 de febrero de 2004.
La descripción del escudo es: partido y medio cortado. Primero, en campo de gules, fuente de oro, mazonada de sable, con dos caños manantes y agua en azul. Al jefe, estrella de oro de seis puntas. Segundo, en plata, cepa de sinople (hojas) y sable (racimos). Tercero, en azul tres espigas de oro, puestas una en palo y dos en sotuer. Entado en punta y sobre sable, mitra de oro con cruz de sinople. Al timbre, corona real cerrada.

## Cultura

### Patrimonio
Museo Etnográfico
El Museo Etnográfico se encuentra ubicado en una amplia sala de la planta baja del Palacio del Obispo, junto a la carretera que atraviesa el pueblo. Se trata de un museo que cuenta con objetos y antigüedades que recuerdan cómo era la vida, las costumbres, los diferentes aperos y utensilios que empleaban nuestros antepasados.
Cuenta con más de 500 piezas y, cualquiera que se halle en posesión de una antigüedad, puede prestarla al museo.
Ermita de San Roque
Este templo se erigió en 1757, en memoria del santo de Hontoria debido a su muerte a causa de la peste. Se encuentra unido al cementerio del pueblo creado posteriormente (sobre 1820).
Ermita de San Antonio de Padua
Se encuentra erigida donde un día hubo una ermita dedicada a San Sebastián. Fue construida en 1765 por el cariño que tenían los hontorianos al mártir que lleva su nombre.
Ermita de la Virgen de la Serna
Data de 1775 y se debe a la devoción de las gentes del pueblo por su Virgen. En 1812, tuvo lugar en dicha ermita la muerte de Domingo Merino (el párroco del pueblo) a manos de los franceses y los hontorianos agradecen la posterior protección recibida frente al ejército de Napoleón en la Pinosa.
Iglesia de San Esteban Protomártir
El edificio de la iglesia parroquial es de planta basilical, de tres naves. Parte de la Iglesia data de 1136, de una iglesia románica, pero ha sufrido posteriores remodelaciones. La parte más importante data del siglo XVI y cuenta con un estilo gótico renacentista y techumbre abovedada, de crucería.
El resto de la iglesia pertenece al siglo XVIII con un estilo neoclásico y de escasa ornamentación. Los retablos fueron tallados en numerosos estilos y pertenecen a distintos tiempos.
Puente Canto

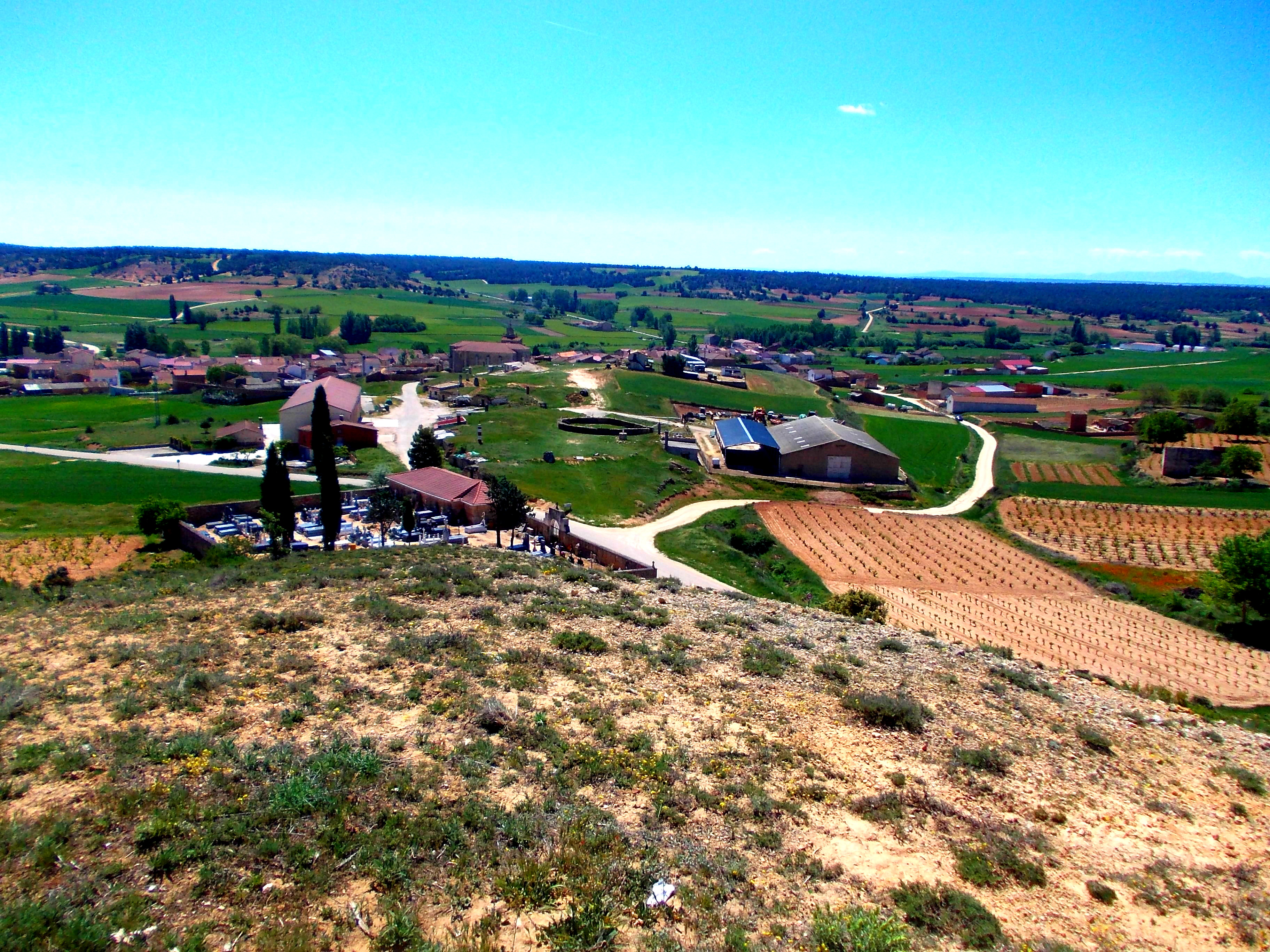
Hontoria de Valdearados visto desde el alto del pueblo

Construido en piedra, el Puente Canto permite atravesar el río Aranzuelo. Cuenta con dos ojos.
Palacio del Obispo
Perteneció al obispo Andrés de la Cuesta (1516-1564). Era un personaje muy conocido de la época que tuvo el privilegio de poder viajar y contó con el apoyo de numerosos nobles como Felipe II o Carlos I.
El palacio cuenta con una superficie aproximada de 1200 metros y tiene una planta baja, dos pisos superiores y un desván. El edificio ha tenido diferentes usos como el de Caja de Ahorros, oficina de la Cámara Agraria, vivienda y, por último, casa consistorial.
Edificio de las escuelas
El motivo de su construcción fue la creación de una escuela municipal para todos los niños del pueblo. Está dividido en varias salas que acogen diversas actividades como el consultorio médico, la sede de la asociación de jubilados San Antonio, la sede de la Asociación Cultural Río Aranzuelo o la sede de Caja Burgos.
Plaza Mayor
Fue construida en 1921. Cuenta con un pilón de piedra sólida sobre el que se erige la bandera y el escudo municipales.

### Fiestas
La Virgen y San Roque
Son las fiestas más importantes del pueblo y se celebran alrededor de los días 15 y 16 de agosto. Durante toda la semana hay numerosas actividades para los vecinos.
El Ramonajo
La fiesta del Ramonajo se remonta a 1988 cuando, un grupo de amigos encabezado por Clemente María Zayas, conocido como Clementín, puso en práctica el celebrar con la gente del barrio una popular chocolatada como fin de las fiestas de la Asunción y San Roque. La fiesta del Ramonajo (nombre del barrio) se celebra el día 17 de agosto.
A la vista del éxito de dicha chocolatada, al siguiente año el número de participantes aumentó uniéndose al Ramonajo numerosas cuadrillas que colaboraron aportando al menú un jamón y un cerdito.
Ha dejado de ser una fiesta del barrio para convertirse en una festividad más de todo el pueblo. Ya no es una chocolatada sino una gran cena de todos los hontorianos ataviados con el pañuelo de fiestas.
La organización y administración de esta fiesta corre a cargo de los vecinos del barrio el Ramonajo que emplean la tarde entera del 17 de agosto para cocinar para todo el pueblo.
Virgen de la Serna
La festividad en honor a la Virgen de la Serna se celebra el 8 de septiembre con una romería en la que todo el pueblo camina hasta la ermita y, una vez allí, se celebra una misa en honor a la Virgen. Tras la eucaristía tiene lugar una procesión con la imagen de la Virgen y de San Isidro Labrador.
Semana Santa
La Semana Santa no se distingue mucho de la del resto de pueblos de los alrededores. Comienza el Domingo de Ramos con una eucaristía y posterior procesión.
Las marzas
Como su propio nombre indica, debe cantarse la última noche de febrero a partir de las 12 de la noche.
San Antonio
Se celebra el 13 de junio y, con la colaboración de las mujeres del pueblo y de la panadería, se realizan los típicos panecillos de San Antonio.
Este día todo el pueblo acude a la misa que se celebra en la ermita construida en honor al santo. A la salida de misa, todos los vecinos colaboran en la compra de los panecillos cuyos beneficios se destinan al cepillo de la ermita para sufragar su mantenimiento.